# Right Here
Right Here is een nummer van de Britse zangeres Jess Glynne uit 2014. Het is de eerste single van haar debuutalbum I Cry When I Laugh.
Glynne heeft zich voor "Right Here" laten inspireren door de dancemuziek uit de jaren '90. Dat heeft ze in het nummer gecombineerd met pop, soul, UK garage en moderne deephouse. De plaat werd een grote hit in het Verenigd Koninkrijk, waar het de 6e positie behaalde. In het Nederlandse taalgebied had het nummer iets minder succes; met in Nederland een 12e positie in de Tipparade en in Vlaanderen een 9e positie in de Tipparade.